# Династія Чан
Династія Чан (1225—1400 роки) — в'єтнамська династія, що правила в державі Дайв'єт. Прийшла на зміну династії Лі у 1228 році. Протягом тривалого часу протистояла китайській династії Південна Сун, відбила три вторгнення військ монгольської династії Юань. З середини XIV ст. починається занепад Чан. В результаті у 1400 році внаслідок придворних інтриг її замінила споріднена династія Хо.

## Історія

### Прихід до влади
Засновником династії був Чан Кінь, рибалка, виходець із села Тикмак (район сучасного м. Намдінь). Онук Кіня — Чан Лі — досяг багатства, а відповідно й влади у своєму та навколишніх поселеннях. Втім значне піднесення роду відбулося після того, як під час правління Лі Као Тонга кронпринц Лі Шам знайшов притулок в родині Чан Лі, вирішивши одружитися з його донькою, Чан Тхі Зунг в 1209 році. Згодом рід Чан допоміг Лі Као Тонгу і Лі Шаму відновитися на трон в Тханг Лонзі. Сини та брати Чан Лі отримали високі пости. У 1211 році, коли Лі Шам стає імператором під ім'ям Лі Хюе Тонг вплив родини Чан ще більше зросло.
1224 році Лі Хюе Тонг вирішив передати трон 6-річній принцесі Лі Т'єу Хоанг. Втім фактична влада опинилася у Чан Тху До, очільника палацової варти. У 1225 році він влаштував шлюб свого небожа Чан Каня з імператрицею. Незабаром змусив Лі Т'єу Хоанг змусив передати владу своєму чоловікові. Слідом за цим було оголошено про завершення правління династії Лі й переходу влади в державі до династії Чан. Чань Кань зійшов на трон під ім'ям Чан Тхай Тонг.
Фактична влада збереглася у Чан Тху До, що отримав посаду головного канцлера. У 1226 році Нгуєн Нон і Доан Тхіонг підняли повстання проти нової династії в гористій місцевості Бакзянг і Хайзіонг. Військовими і дипломатичними заходами, введенням військ і нагородженням лідерів повстання титулом віонг, Чан Тху До зумів придушити виступ до 1229 року. Водночас побоюючись змов від представників поваленої династії Лі розпочав проти неї репресії. Спочатку було вбито колишнього імператора Лі Ґюе Тонга, а до 1232 року — більшість представників роду Лі.
У 1237 році за рішенням канцлера Чан Тху До у принца Хоая (Чпан Льєу), старшого брата Чан Тхай Тонга, відняли вагітну дружину Тхуан Тхьєн, та віддали за імператора. Це викликало невдоволення принца Хоая, що підняв повстання. Внаслідок цього імператор навіть зробив спробу зректися трону, але під тиском Чан Тху До залишився на троні. Зі значними дипломатичними труднощами вдалося залагодити конфлікт.

### Боротьба з загарбниками
У 1257 році почалися тривалі війни з монгольськими загарбниками. На початку війни армії Дайв'єту зазнали низки поразок, внаслідок чого Чан Тхай Тонгу радили тікати під захист Південної Сун. Втім імператор вирішив залишитися й далі боротися з монголами. Завдяки таланту військовиків Хінг Дао і Ле Фу Чана, Дайв'єт зміг вистояти і відновити мир. Його укладено вже у 1258 році — новим імператором Чан Тхань Тонгом, на користь якого зрікся трону батько — Чан Тхай Тонг. Останній започаткував принцип правління колишніх імператорів. Цим було зміцнено владу династії в країні.
Чан Тханх Тонг багато зробив задля відновлення господарства, істотно пошкодженого під час ворожого вторгнення. Також було докладено зусиль до налагодження політичного та суспільного життя. 1261 року запроваджено іспити для мандаринів (перший іспит відбувся у 1266 році, де було обрано 50 чиновників, яким надано науковий ступінь). До імператорського двору було запрошено талановитих сановників, військовиків, вчених. 1277 року після смерті Чан Тхай Тонг стає єдиним імператором. Але вже у 1278 році передав трон синові Чан Нян Тонгу.
У 1279 році монголи підкорили Південну Сун, внаслідок чого підійшли впритул до кордонів Дайв'єту. У 1282 році обидва імператори розпочали підготовку до оборони проти можливого вторгнення монгольських військ династії Юань. Того ж року військам Юань було відмовлено у проходженні через володіння Чан для війни з державою Чампа.

Юань-чанські війни 1284—1288 років

Ця війна почалася у 1284 році, коли юаньські війська на чолі з князем Туганом вдерлися до володінь династії Чан з півночі, а монгольський флот під командуванням Согету наступав з боку Чампи. Чан Тхань Тонгу і Чан Нян Тонгу довелося спершу наказати армії відступити, щоб не зустрічати всю армію нападників, але князь Тьєу Мінь наказав своєму війську спробувати зупинити флот Согету в Нгеані. Декілька сановників і військовиків перейшли на бік Юань, зокрема рідний брат імператора Чан Тьєу Куок. Було втрачено столицю Тханг Лонг та всю північ. У битві при Дамакі чанські війська зазнали поразки, на південному кордоні губернатор Нгеану перейшов на бік монголів. Але у битві при Хамті 1285 року вдалося завдати поразки юаньському флоту та десанту, а в битві за Тьїонг Зіонг ворожий флот майже повністю було знищено. Слідом за цим відбувся перелам у війні: незабаром в одній з битв загинув Согету, а невдовзі вдалося повернути контроль над втраченою столицею.
Втім юаньські війська частково залишилися на північному кордоні Дайв'єту. Обидві сторони стали готуватися до продовження війни. Чан Тхань Тонг і Чан Нян Тонг намагалися відновити укріплення та підготувати нові війська. У 1287 році Юань розпочало новий похід проти Дайв'єту. 1288 році стрийко правлячого імператора Чан Хинг Дао в гирлі річки Батьданг завдав нищівної поразки юаньському флоту. Внаслідок цього 1289 року між Юань і Чан було укладено мирний договір, за яким було визнано номінальний, формальний сюзеренітет Юань над Дав'єтом за фактичної незалежності.

### Піднесення
З цього часу відбувається відродження господарства Дайв'єту та піднесення політичного авторитету династії Чан, що змогла відбити напад непереможних монголів. У 1306 році Сімхаварман III, володар Чампи, пообіцяв 2 префектури (О і Лі) в обмін на шлюб з чанською принцесою. Було досягнуто згоди. Імператор Чан Ань Тонг перейменував префектури в область Тхуанхоа. Але у 1307 році Сімхаварман III помер, тому його дружину (чанську принцесу) мали спалити, але загони Чан Ань Тонга врятували її. Натомість новий правитель Чампи став вимагати повернення префектур. Внаслідок чого почалася війна, що завершилася 1312 року, коли війська Дайв'єту посадили на трон Чампи свого ставленика. Водночас у підвладних колишніх префектурах Чампи почалася політика асиміляції тімпів та колонізація в'єтнамцями, внаслідок чого місцева культура майже повністю була знищена.
Втім постійні війни, посилення податкового тягаря все більше призводило до невдоволення населення. Наприкінці 1343 року трапився великий неврожай, що викликав катастрофічний голод. Раби і селяни-бідняки в багатьох місцях підняли заколоти, які було важко придушені. У 1344 році почалося потужне повстання на чолі із Нго Бе в області Йєнфу (сучасна провінція Хайхинг). Повстання тривало до 1360 року. 1354 року в Ланзянгу (провінції Лангшон і Хабак) та Намшать (провінція Хайхинг) почалося повстання рабів на чолі з Те.

### Занепад
Після смерті екс-імператора Чан Мінь Тонга в 1357 році поступово занурюються в хаос внаслідок інтриг та боротьби за владу. Ставши єдиним імператором Чан Зу Тонг витратив величезні кошти на будівництво розкішних палаців і інші задоволення. У палаці з'явився театр, сприйнятий на той час ганебною розвагою. Імператор помер 1369 року, призначивши наступником свого небожа Зионг Нят Ле, хоча той не належав до панівної династії. Це викликало невдоволення, яке ще більше посилилося внаслідок нездарного керування. 1369 року було розкрито змову проти імператора. Але у 1370 році внаслідок заколоту Нят Ле було повалено, а новим володарем став Чан Фу.
Мати Нят Ле втекла до Чампи, яку спровокувала на напад на Дайв'єт. Скориставшись політичною нестабільністю чампські війська пройшлися усією країною, зрештою пограбувавши столицю Тханг Лонг. У 1373 році трон посів новий правитель —Чан Зуї Тонг, але володарював фактично екс-імператор Чан Фу. Було розпочато підготовку до війни з Чампою. У 1376 році почалася військова кампанія проти Чампи, але у битві при Добані 1377 року чанське військо зазнало нищівної поразки, а імператор загинув. У 1370-х роках відбувається посилення роду Хо, що поріднився з династією Чан.
Наступник — Чан Фе Де — не зумів протистояти вторгненню військ Чампи, тому вимушений був перенести імператорську скарбницю до Лангшону. Цим скористався Хо Куї Лі, що був у ворожих відносинах з імператором, переконавши екс-імператора Чан Фу повалити Чан Фе Де. Новим імператором став Чан Тхуан Тонг. У 1380-х роках починається нова хвиля селянських повстань — тепер на півдні держави.
У 1389 році війська Чан перейшли у наступ, завдавши нищівної поразки армії Чампи. В результаті було укладено мир та зміцнено південний кордон. Але повністю скористатися успіхом не вдалося, оскільки війська селянських повстанців зуміли захопити столицю Тханг Лонг, яку утримували 3 дні.
Після цього імператор Чан Тхуан Тонг знищив усіх претендентів на трон, оскільки намагався позбутися впливу Чан Фу. Але рід Хо ще більше посилився У 1397 році під впливом Хо Куї Лі імператор Чан Тхуан Тонга ухвалив рішення про перенесення столиці до Тханьхоа. У 1398 році передав трон малолітньому синові Чан Тхьєу Де, але зберіг владу.
У 1399 році Хо Куї Лі наказав вбити колишнього імператора Чан Тхуан Тонга, фактично перебравши владу на себе. Того ж року почалося потужне повстання в басейні річки Да на чолі із селянином Нгуєн Ні Каєм. 1400 року імператор Чан Тхьєу Де змушено було зректися влади. Новим імператором став Хо Кюї Лі, що заснував нову династію Хо.

## Територія і населення
Охоплювала територію сучасного північного й центрального В'єтнаму. Північний кордон знаходився на території південних районів теперішньої КНР. Основу населення становили в'єти, меншою мірою чампи (на півдні), гірські племена (на заході). Крім того існували китайські поселення (з колишніх полонених).

## Адміністрація
На чолі стояв імператор (хоангде). Представники цієї династії стали першим, хто прийняв цей титул офіційно. Найважливіші цивільні та військові посади посідали його найближчі родичі. Імператор мав усю владу. Водночас впроваджено практику екс-імператорів, які фактично керували або в значній мірі впливали на державну політику (навіть за декількох офіційних імператорів).
З 1267 року вчені-конфуціанці стали з'являтися на значних посадах. З цього часу поряд з аристократичним класом, що складався з членів правлячого роду, поступово формується аристократична прошарок канцелярських службовців, «повірених імператора». Відбувався розподіл чиновництва на багату і впливову родову аристократію і неродовую аристократію, представники якої піднімалися по службі завдяки розуму і таланту, перемогам на державних іспитах.

## Економіка
Основу становило землеробство, переважно вирощувався рис, рибальство. Також поступово розвивалися ремесла. Існувала зовнішня торгівля (з Китаєм, Чампою і Камбоджею). Основою багатства була земля. Існували державні землі, домени князів та вищої знаті, землі селянських громад, приватні землі.
1244 року Чан Тхай Тонг наказав створити нову систему гребель по всій течії Хонгха, і тим, на чиїх землях будували греблі, виплачували компенсацію. Для виконання наказу був призначено чиновника. завдяки цьому суттєво розширено орані землі, створено захист від повеней.
В роки після завершення війн з династією Юань (після 1289 року) імператори і уряд дбали про відновлення економіки, поліпшення державних справ, але потім, в мирних умовах, вони стали турбуватися лише про зміцнення свого панівного становища. Двір систематично відбирав у громад землі і надавав їх придворній знаті і високопосадовцям, які мали заслуги у війні. Аристократи до того ж користувалися своєю владою для безперервних захоплень земель у населення, до кінця правління династії Чан ще більше поширилася система володінь, відданих в годування.

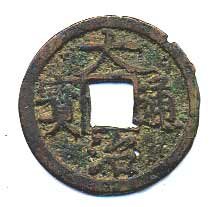
Мідна монета часів династії Чан

Війни у 2-й половині з державою Чампа призвели до погіршення в ситуацією з господарством, яке було сплюндровано, почалося уповільнення економіки, загострення соціальних процесів. Наприкінці кінця правління династії проведено низку реформ, однією з найважливіших стала заміна бронзових грошей на паперові в 1396 році. 1 бронзовий куан дорівнювався 1,2 паперового (називалися «зірковими»).

### Податкова система
Перший імператор Чан Тхай Тонг провів податкову реформу, створивши особистий податок (тхюе тхан), який залежав від площі належних йому земель. Так, селянин, у якого був 1-2 мау (3600 або 7200 м²), платив 1 куан на рік; у кого було 4 мау, платив 2 куана. Також впроваджено податок на площу землі, який платили рисом. Податком обкладалося все, від риби і фруктів до бетеля.
Платники податків були розділені на три категорії: чоловіки від 18 до 20 років (тьєу хоанг нам), від 20 до 60 років (дай хоанг нам), старші за 60 (лао ханг). Лише представники династії Чан мали право наймати для обробітку своїх земель.
З 1378 року всі платники податків, включаючи і тих, хто землі не мав, повинні були платити по 3 куана з людини. Це ще більше посилило тяжке становище безземельних селян.

## Культура

### Освіта
Під час правління Тхань Тонга імператор дозволив своєму братові, Чан Іть Таку, знаменитому своєю вченістю і тямущість, відкрити власну школу в особистому палаці. 1253 року було засновано першу державну школу — Куокхокв'єн — для навчання представників династії.
1232 року було проведено перші державні іспити. 1239 року було вирішено проводити їх 1 раз на 7 років. Найкращим результатом було стати одним з 3 кращих лауреатів (там-кхой), перший отримував звання «кращий в державі» (чанг-нгуйєн), другий — «другий з найсильніших» (банг-нян), третій — «шукач квітів» (тям-хоа). Починаючи з іспиту 1256 року титул чанг-нгуйєн був розділено на два: кінх-чанг-нгуйєн — для тих, хто приїхав з північних провінцій і чай-чанг-нгуйєн — для жителів півдня, щоб жителі далекого півдня теж могли взяти участь в іспитах. У 1275 році цій поділ було скасовано.
У 1304 році за рішенням імператора Чан Ань Тонга відбулася стандартизація іспитів: тепер вони проходили в чотири тури. Перевірялося знання класичних текстів, тринадцятикнижжя, компоновка паперів, вміння міркувати і планувати. Така система проіснувала до 1396 року, коли Хо Куї Лі змусив Чан Тхуан Тонга змінити іспити: замість імператорських іспитів проводилися іспити префектуриі, наступного року — міські. Іспити другого ступеня включали чотири тури: літературний трактат, твір, компоновка документів, і есе, яке перевіряв сам імператор. Для чиновників низьких посад проводилися окремі іспити, на яких перевірялися здібності до писемності і рахування.

### Релігія
Державною релігією з часів династії Лі був буддизм. Хоча також частково існували прихильники даосизму. Опорою буддизму була знать. Загалом буддизм зумів зберегти провідну позицію в культурному та релігійному життя і духовних традиціях. На початку XIII ст. під впливом імператора Чан Тхай Тонга поступово відбулося об'єднання трьох школ буддизму Дайв'єту (школа Ті Ні Да Лиу Чі, школа Во Нгон Тхонга і школа Тхао Дионга) в одну. Об'єднання трьох буддійських
шкіл призвело до утворення школи Ієн Ти, що отримала згодом назву Тхиен Чук Лам. Вона носила сильно виражений суспільний характер. Вперше в історії буддизму у В'єтнамі з'явилася сувора регламентація обов'язків ченців по всій країні. При цьому її монастирі швидко розбагатіли через підтримку з боку імператорів (декілько з них стали буддистськими ченцями) та аристократами.
Конфуціанство почало поширюватися по країні саме в часи династії Чан. Основними навчальними книгами конфуціанців були чотири книги і п'ять канонів [en], а також історія Китаю, вивчення яких спочатку проходило в пагодах, а потім — у приватних вчителів. Більшість прихильників конфуціанства спостерігалася серед чиновництва, що не належало до знаті.

### Наука
Розвивалася народна медицина, що поєднувалася з китайською. 1261 року заснувано Інститут імператорських лікарів (Тхай-и-в'єн), де проводили іспити і лікували хворих під час епідемій. У 1265 році Інститут випустив пігулку «Солодка роса з хурми», яка повинна була лікувати багато хвороб. Очільник Інституту лікарів Фам Конг Бан уславився тим, що лікував пацієнтів неупереджено, незалежно від походження, а також сам складав рецепти ліків. Існують відомості про те, що Фам Конг Бан зібрав їх в книгу «нариси про хвороби імператорського лікаря». Інший відомий медик того часу — Туе Тінь створив фундаментальні роботи з традиційної медицини, де містилося 3932 рецепти для лікування 184 типів хвороб.
Крім традиційних китайських цілющих трав чанські лікарі почали культивувати і збирати різноманітні місцеві лікувальні рослини. Нгуен Ба Дін склав травник, де надається 580 ліків, які можна приготувати за допомогою трав. за допомогою цієї збірки будь-хто зміг б приготувати лік з повсякденних трав.
1272 року Ле Ван Хиу було складено 30-томну історію Дайв'єта, від якої залишилися лише окремі уривки.
Було запозичено технологію виготовлення пороху з Китаю, який активно використовували його у війнах з Чампою.

### Мистецтво
Імператори династії Чан розважалися боями півнів, приборканням слонів і тигрів, боротьбою, полюванням, грою в м'яч. Так, імператор міг запросити багатого купця до палацу і грати з ним в азартні ігри на гроші. Водночас поступово набирає популярність театр, що вперше було запроваджено імператорами династії Чан. Класичний китайський театр було поєднано з традиціями пекінської опери, утворивши національний театр хаттуонг. завдяки розвитку театрального мистецтва розквітає музика і спів.
З кінця XIII ст. швидко розвиваються архітектура і скульптура, оскільки імператори бажали увічнити свої перемоги над монголами. Також і далі залишатися значною скульптура на буддистські мотиви. Це пов'язано з розквітом національної буддистської школи. Затвердилося поєднання вівтарних персонажів (тріади): будди трьох світів (часів) і Авалокитешвара (Куан-Ам) з Махастханой і Вішвабхадрой і «трьох шляхетних» - Шакьямуні, Амітабха і Майтрейя.
Статуї зводилися на прямокутних основах форми численного лотоса. У мавзолеях розташовували кам'яні скульптури виконані, головним чином, у формі чоловіків і тварин, що виявляють повагу по відношенню до імператорської родини. Статуї тигрів в мавзолеї Чан Тху До й статуї буйволів і собак в мавзолеї Чан Хієн Тонг — перші форми скульптур на могилах В'єтнаму. Стиль дерев'яного різьблення і скульптури стає більш повнокровним, форми - пружними. Він набув фольклорне, казкове забарвлення. що яскраво прослідковується на різьблених дверях храму Фо Мінх (Тхапа) в Нам Ха, а також панно і ритуальних підношеннях з храму Фап Ван (Тхай Лак) в Хай Хунг.
Живопис — це храмові розписи, сувої на шовку і папері. Поширення отримують культовий живопис, пейзажі і лубок. Як сюжету лубка використовувалися легенди, літературні твори. також часто зображують імператорів, епізоди з життя імператорської родини та знаті. Зазнало значного впливу китайського живопису.
Значного рівня майстерності досягло виготовлення й розпис кераміки. Розвитку набуло різьблення деревом та гравюри, на яких переважно зображували драконів, що танцюють, та листя фігового дерева. 
Наприкінці династії Чан створюються перші, власно в'єтнамські, ксилографії офіційної історичної літератури і конфуціанських канонів.

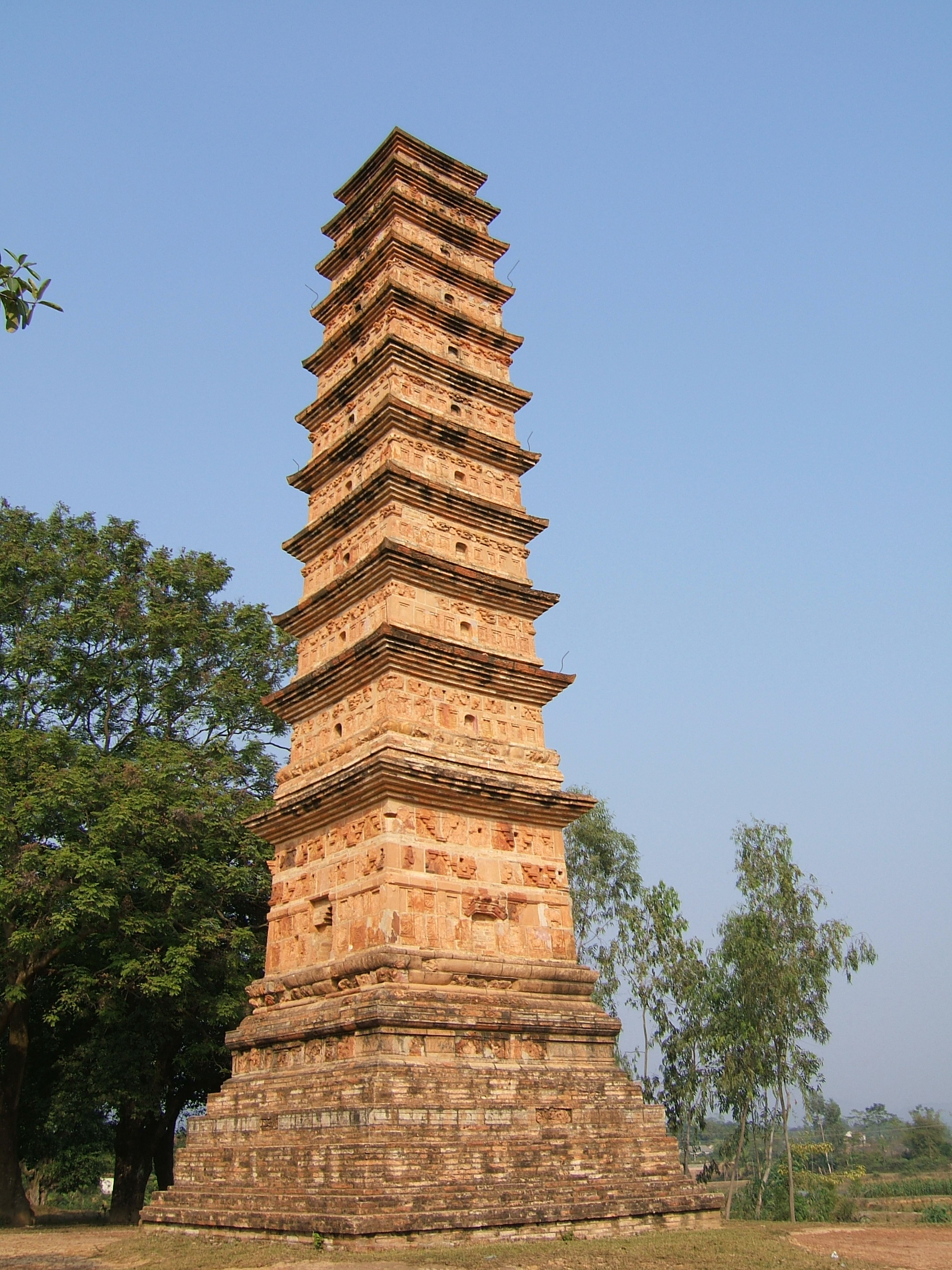
Башта Бінх Сон
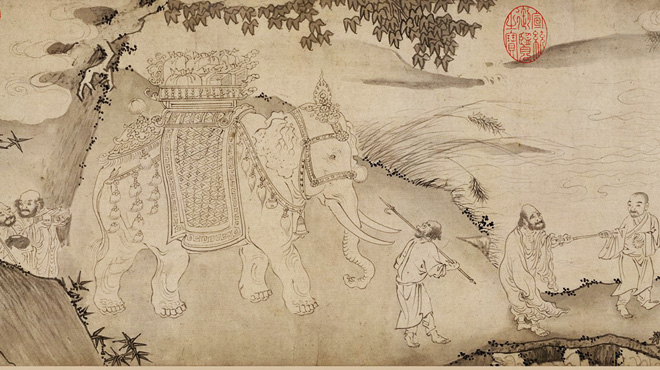
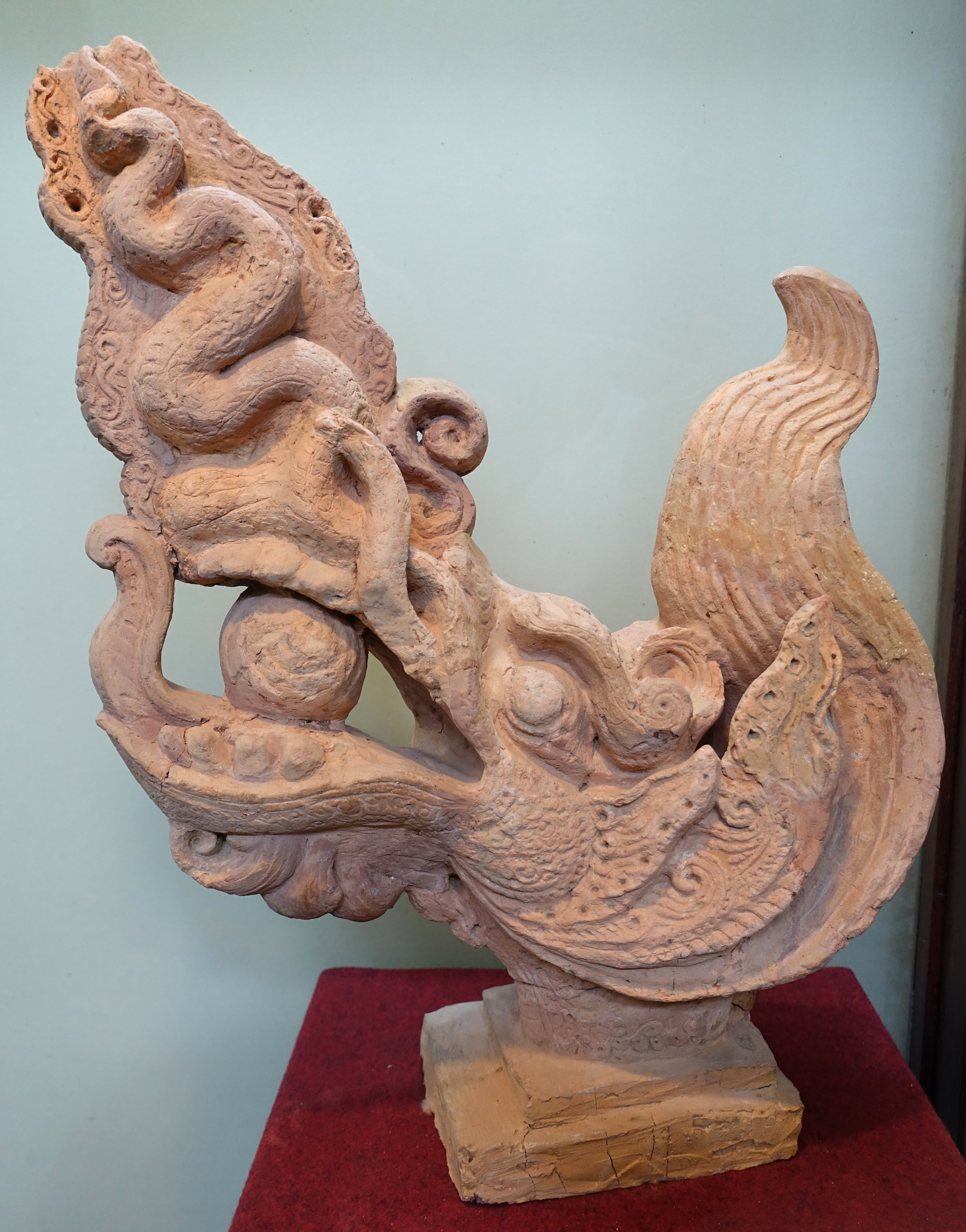
Голова дракона
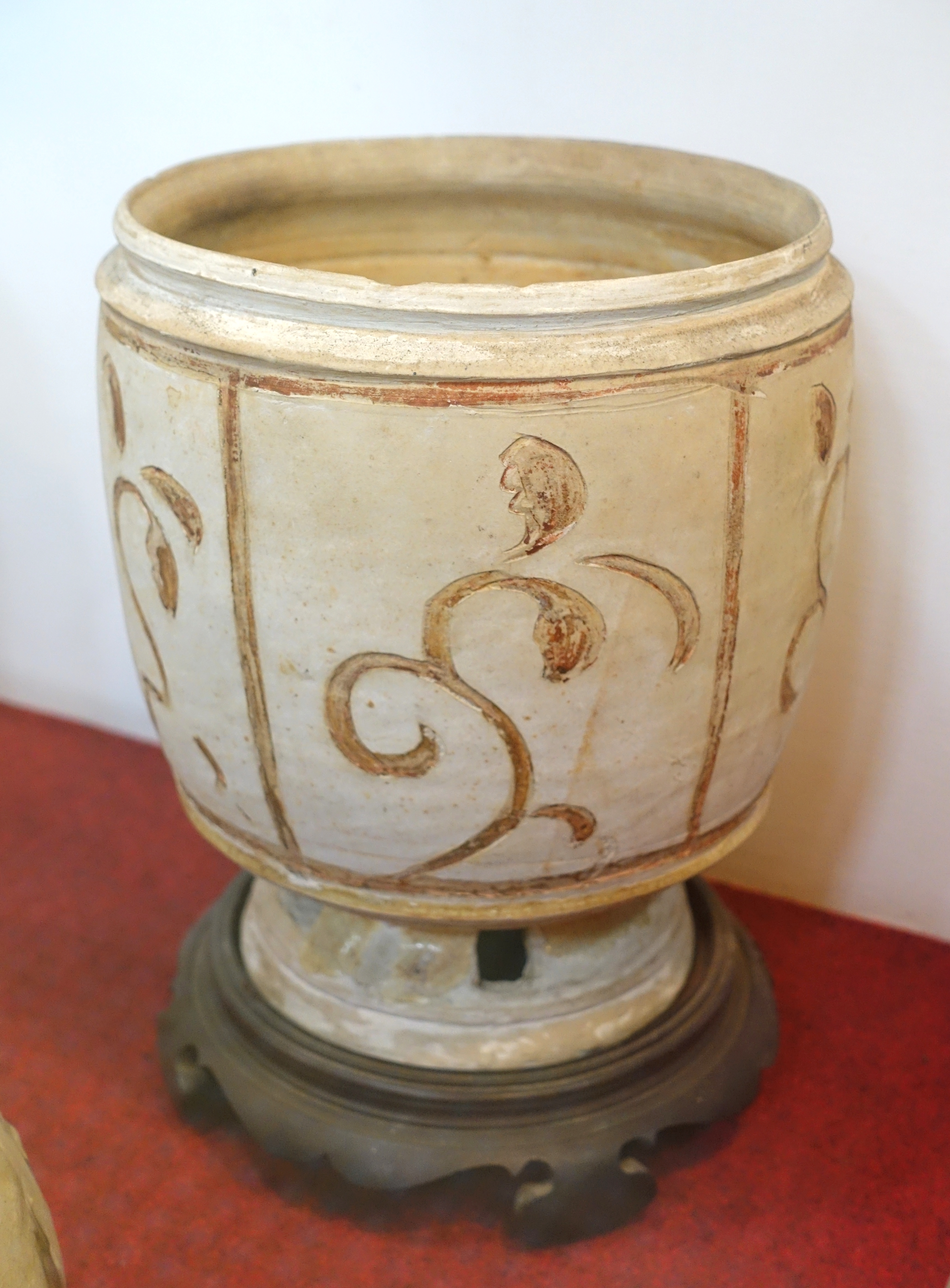
Керамічний супник